# Cosmin Moți
Cosmin Iosif Moți (Reșița, 3 dicembre 1984) è un dirigente sportivo, allenatore di calcio ed ex calciatore romeno, di ruolo difensore, attuale direttore tecnico del Ludogorec.

## Carriera

### Club
Ha esordito in Divizia A con l'Universitatea Craiova nel 2002 chiudendo con 30 presenze in 3 anni. Nel 2005 è passato alla Dinamo Bucarest con cui ha esordito in Coppa UEFA l'11 agosto 2005 in Dinamo Bucarest-Omonia (3-1) e ha vinto un titolo nazionale nel 2007.
Il 1º settembre 2008 è passato in prestito con diritto di riscatto al Siena, con cui ha disputato 4 partite prima di tornare alla Dinamo Bucarest il 2 febbraio 2009. Dopo tre stagioni e mezza si è trasferito in Bulgaria firmando per il Ludogorec.
Il 27 agosto 2014, nelle insolite vesti di portiere, è stato protagonista della prima qualificazione del Ludogorec alla fase a gironi di Champions League. Infatti, al 119º minuto del match di ritorno del preliminare contro i romeni della Steaua Bucarest, il portiere Stojanov era stato espulso ma le sostituzioni erano terminate, così a difendere la porta bulgara nei tiri dal dischetto fu proprio Moți che prima segnò un rigore e poi ne parò due (tra cui quello decisivo) pur essendo un difensore.

### Nazionale
Ha esordito in Nazionale il 6 febbraio 2008 in Israele-Romania 1-0, subentrando al 91º minuto a Tamaș. Moți  è stato convocato sia per gli Europei 2008 che per quelli del 2016.

## Statistiche

### Cronologia presenze e reti in nazionale
| Cronologia completa delle presenze e delle reti in nazionale ― Romania | Cronologia completa delle presenze e delle reti in nazionale ― Romania | Cronologia completa delle presenze e delle reti in nazionale ― Romania | Cronologia completa delle presenze e delle reti in nazionale ― Romania | Cronologia completa delle presenze e delle reti in nazionale ― Romania | Cronologia completa delle presenze e delle reti in nazionale ― Romania | Cronologia completa delle presenze e delle reti in nazionale ― Romania | Cronologia completa delle presenze e delle reti in nazionale ― Romania |
| Data                                                                   | Città                                                                  | In casa                                                                | Risultato                                                              | Ospiti                                                                 | Competizione                                                           | Reti                                                                   | Note                                                                   |
| ---------------------------------------------------------------------- | ---------------------------------------------------------------------- | ---------------------------------------------------------------------- | ---------------------------------------------------------------------- | ---------------------------------------------------------------------- | ---------------------------------------------------------------------- | ---------------------------------------------------------------------- | ---------------------------------------------------------------------- |
| 6-2-2008                                                               | Tel Aviv                                                               | Israele                                                                | 1 – 0                                                                  | Romania                                                                | Amichevole                                                             | -                                                                      | 90+1’                                                                  |
| 31-5-2008                                                              | Bucarest                                                               | Romania                                                                | 4 – 0                                                                  | Montenegro                                                             | Amichevole                                                             | -                                                                      | 46’                                                                    |
| 20-8-2008                                                              | Urziceni                                                               | Romania                                                                | 1 – 0                                                                  | Lettonia                                                               | Amichevole                                                             | -                                                                      | 17’                                                                    |
| 10-9-2008                                                              | Tórshavn                                                               | Fær Øer                                                                | 0 – 1                                                                  | Romania                                                                | Qual. Mondiali 2010                                                    | -                                                                      | 69’                                                                    |
| 7-10-2011                                                              | Bucarest                                                               | Romania                                                                | 2 – 2                                                                  | Bielorussia                                                            | Qual. Euro 2012                                                        | -                                                                      | 86’                                                                    |
| 18-11-2014                                                             | Bucarest                                                               | Romania                                                                | 2 – 0                                                                  | Danimarca                                                              | Amichevole                                                             | -                                                                      | 70’                                                                    |
| 23-3-2016                                                              | Giurgiu                                                                | Romania                                                                | 1 – 0                                                                  | Lituania                                                               | Amichevole                                                             | -                                                                      |                                                                        |
| 3-6-2016                                                               | Bucarest                                                               | Romania                                                                | 5 – 1                                                                  | Georgia                                                                | Amichevole                                                             | -                                                                      | 68’ (aut.)                                                             |
| 4-9-2016                                                               | Cluj-Napoca                                                            | Romania                                                                | 1 – 1                                                                  | Montenegro                                                             | Qual. Mondiali 2018                                                    | -                                                                      | 41’                                                                    |
| 11-10-2016                                                             | Astana                                                                 | Kazakistan                                                             | 0 – 0                                                                  | Romania                                                                | Qual. Mondiali 2018                                                    | -                                                                      | 26’                                                                    |
| 4-9-2017                                                               | Podgorica                                                              | Montenegro                                                             | 1 – 0                                                                  | Romania                                                                | Qual. Mondiali 2018                                                    | -                                                                      | 85’                                                                    |
| 14-11-2017                                                             | Bucarest                                                               | Romania                                                                | 0 – 3                                                                  | Paesi Bassi                                                            | Amichevole                                                             | -                                                                      |                                                                        |
| 17-11-2018                                                             | Ploiești                                                               | Romania                                                                | 3 – 0                                                                  | Lituania                                                               | UEFA Nations League 2018-2019 - 1º turno                               | -                                                                      |                                                                        |
| 20-11-2018                                                             | Podgorica                                                              | Montenegro                                                             | 0 – 1                                                                  | Romania                                                                | UEFA Nations League 2018-2019 - 1º turno                               | -                                                                      |                                                                        |
| 26-3-2019                                                              | Bucarest                                                               | Romania                                                                | 4 – 1                                                                  | Fær Øer                                                                | Qual. Euro 2020                                                        | -                                                                      | 39’                                                                    |
| Totale                                                                 |                                                                        | Presenze                                                               | 15                                                                     |                                                                        | Reti                                                                   | 0                                                                      |                                                                        |

## Palmarès

### Club
- Supercoppa di Romania: 1

Dinamo Bucarest: 2005
- Campionato rumeno: 1

Dinamo Bucarest: 2006-2007
- Coppa di Romania: 1

Dinamo Bucarest: 2011-2012
- Supercoppa di Bulgaria: 4

Ludogorec: 2012, 2014, 2018, 2019
- Campionato bulgaro: 9

Ludogorec: 2012-2013, 2013-2014, 2014-2015, 2015-2016, 2016-2017, 2017-2018, 2018-2019, 2019-2020, 2020-2021
- Coppa di Bulgaria: 1

Ludogorec: 2013-2014

### Individuale
- Miglior difensore del campionato bulgaro: 1

2014
- Miglior calciatore straniero del Campionato bulgaro: 1

2014